# Британська Східна Африка
Британська Східна Африка, Протекторат Східна Африка (англ. East Africa Protectorate) — колишня британська колонія, край навколо Великих Африканських озер займав приблизно той самий терен що й сьогоденна Кенія (приблизно 639,2 тис. км²) від Індійського океану вглиб континенту до Уганди і Великої рифтової долини. Була під контролем Великої Британії з кінця XIX століття; спочатку як зона британських інтересів, пізніше протекторат і у 1920 році, перетворена на колонію Кенія

## Історія
Європейські місіонери почали проникати в землі між Момбасою і Кіліманджаро з 1840-х роках. На Берлінській конференції 1885 рокубуло досягнута угода про те, що британська сфера впливу в Східній Африці буде простягатися від річки Джуба до Німецької Східної Африки. Формально ця територія належала султанату Занзібар, і Велика Британія в 1888 році отримала прибережну смугу в оренду від султана, а для її розвитку була створена Імперська Британська Східно-Африканська компанія. Але в 1894 році компанія збанкрутувала, і британський уряд оголосив територію протекторатом з адміністрацією в Момбасі, а управляти територією став Форин-офіс.
У 1895 році було розпочато будівництво залізниці від Момбаси до Кісуму, яке було закінчено в 1901 році — це стало початком угандійської залізниці.
У 1902 році адміністрування території було знову передано міністерству у справах колоній, а підконтрольна адміністрації територія була розширена вглиб континенту, включивши територію сучасної Уганди. Був створений Східно-Африканський синдикат (підрозділ Південно-Африканської компанії), що отримав 500 квадратних миль землі для організації переселення сюди білих поселенців. У 1905 році органи адміністрації переїхали з Момбаси до Найробі. Приїзд переселенців викликав тертя з місцевим африканським населенням.
У роки Першої світової війни район угандійський залізниці став зоною боїв з військами Німецької Східної Африки. Після війни поселенці і африканці стали вимагати самоврядування, в результаті в 1920 році Кенія стала коронною колонією.